# زوهو
زوهو آفیس سوئیت (به انگلیسی: Zoho Office Suite) مجموعه‌ای از نرم‌افزارهای اداری مبتنی بر وب می‌باشد که شامل واژه‌پرداز، صفحه گسترده، پایگاه دادهها، یادداشت بردار، ویکی، مدیریت ارتباط با مشتری، مدیریت پروژه و برنامه‌های کاربردی دیگر توسط شرکت هندی zoho ارائه می‌شود. این شرکت در سال ۲۰۰۵ اولین محصول از این شاخه را که یک واژه پرداز آنلاین بود ارائه کرد. مجموعه نرم‌افزارهای زوهو مثالی از رایانش ابری می‌باشند که نرم‌افزارها در محیط سرور به جای کامپیوتر شخصی پشتیبانی می‌شوند و کاربر از طریق مرورگر به آنها دسترسی پیدا می‌کند. سرویس‌های زوهو در شرایط حداقلی رایگان می‌باشد و در برخی گزینه‌های اضافه شما باید هزینه آن را بپردازید.